# Cyanoliseus patagonus
Il parrocchetto delle tane (Cyanoliseus patagonus (Vieillot, 1818)) è un uccello della famiglia degli Psittacidi. È l'unica specie del genere Cyanoliseus Bonaparte, 1854.

## Descrizione
Grande volatore, con una taglia attorno ai 45 cm, presenta la testa e le parti superiori di un verde oliva con sfumature brunastre; sottogola e parte alta del petto grigiastra con uno scudo rosso a coprire la parte centrale del petto e parti ventrali e addominali giallo intenso. Ha calzoni rossi, remiganti blu, coda verdastra, codrione giallo, becco nero-bruno, occhio cerchiato di pelle nuda bianca e iride chiara; le zampe, esili rispetto alla taglia dell'animale, sono rosate.

## Biologia
È gregario e si muove in stormi molto numerosi (o meglio lo faceva quando la sua popolazione era numerosa al punto tale da permetterglielo). Il nido, scavato su un dirupo sabbioso sul greto di un fiume o sulla sponda del mare, ha una camera di cova comoda a cui si accede attraverso una galleria di circa 18 cm di diametro, lunga anche 3 metri. La nidificazione è di tipo coloniale e probabilmente cooperativa, cioè tutti gli adulti della colonia collaborano allo svezzamento dei piccoli, indipendentemente dal grado di parentela. Spesso le gallerie sono comunicanti tra loro e creano un vero labirinto.

## Distribuzione e habitat
L'areale della specie comprende Argentina, Uruguay e Cile.  In passato, nel suo ambiente naturale era diffuso a tal punto che in Argentina era considerato una calamità per le coltivazioni di mais e girasole. Veniva anche cacciato per le sue carni.
Frequenta vari tipi di ambienti aperti, ama localizzarsi in prossimità dei fiumi, soprattutto se caratterizzati da sponde alte e sabbiose che sono il luogo ideale dove nidificare.

## Tassonomia
Comprende 4 sottospecie:
- C. p. patagonus, sottospecie nominale (diffusa in Argentina centrale e meridionale, occasionalmente in Uruguay nella stagione invernale);
- C. p. andinus, con il colore giallo ridotto sul ventre a vantaggio del verde e con riduzione dello scudo rosso (diffusa in Argentina nord-occidentale);
- C. p. conlara (diffusa in Argentina centro-occidentale);
- C. p. bloxami, con colori più scuri (diffusa in Cile).